# 施温肯多夫
施温肯多夫是德国梅克伦堡-前波莫瑞州的一个市镇。总面积28.48平方公里，总人口528人，其中男性268人，女性260人（2011年12月31日），人口密度19人/平方公里。